# 李洪 (宋朝)
李洪（1129年—1183年），字可大，一字子大，扬州（今属江苏）人。
建炎三年出生，早年隨家人寓居归安（今浙江湖州），李正民之子。与其弟李漳、李泳、李洤、李淛皆以文章聞名於當時。紹興二十五年（1155年），官監鹽官縣稅。隆興元年（1163年），任永嘉監倉。累官籐州。淳熙十年（1183）卒，享年五十五。諸兄弟合撰《李氏花萼词》五卷，今僅存词11首。另有《芸庵类稿》传世。